# 소나타 아티카
소나타 아티카는 1996년에 결성된 핀란드 출신의 멜로딕 스피드 메탈 밴드이다. 그들의 2007년 앨범인 Unia는 프로그레시브 메탈 장르로 구분되기도 한다.

## 음악 경력
소나타 아티카 1996년에 토니 카코, 야니 리마타이넨, 마르코 파시코스키, 토미 포르티모 그리고 펜티 페우라에 의해 트리키 빈즈라는 이름으로 세워졌다. 그들은 활동 초기에는, 멜로딕 스피드 메탈 또는 파워 메탈 장르보다는 하드 록을 연주함으로써 명성을 쌓았다. 그리고 이들은 3장의 데모를 발표했다.
1997년에 밴드는 밴드의 이름을 트리키 민즈로 바꾸었고, 마르코 파시코스키는 밴드를 탈퇴하였다. 그리고 이 시기에, 토니 카코는 스트라토바리우스의 영향을 받아 그들의 음악 스타일을 바꾸기 시작하였다.
1999년에 밴드는 FullMoon이라는 이름의 데모를 케미 의 티코 티코 스튜디오에서 발매했는데, 이 데모가 그들의 첫 메탈 작품이었다. 이 당시의 라인업에는 드러머인 잔느 키빌라흐티가 포함되어 있었다. 티코 티코 스튜디오의 아흐티 코르텔라이넨은 이 데모를 핀란드의 메탈 레이블인 스파인팜 레코드에 소개하였고, 밴드는 이름을 소나타 아티카로 바꾸었다.
1999년 말에, 밴드의 첫 번째 싱글인 Unopened가 핀란드에서 발표되었다. 이 싱글은 핀란드에서 주당 판매 순위 20위 안에 올랐고, 곧 밴드는 그들의 데뷔 앨범을 자국에서 발표하고자 하는 전 세계의 수많은 레이블들과 접촉할 수 있게 되었다. 이런 성과들에 힘입어 데뷔 앨범인 Ecliptica는 1999년 말 경에 전 세계에 발표되었다. 이 앨범은 아주 큰 성공을 거두었고, 이 앨범의 성공에 힘입어 밴드는 두 장의 트리뷰트 앨범에 참여할 수 있게 되었다. 헬로윈의 트리뷰트 앨범에는 "I Want Out"을, 스콜피온스의 트리뷰트 앨범에는 "Still Loving You"를 통해 참여게 되었다.
토니 카코는 그때 즈음하여 노래에 집중하기로 결정하고 소나타 아티카를 위한 새로운 키보디스트를 찾는다. 그리고 미코 하르킨이 이 자리를 맡게 되었다.
2000년 초 경에, 소나타 아티카는 유명한 파워 메탈 밴드인 스트라토바리우스의 유럽 투어에서 그들의 서포트 밴드로 결정되었다. 당시 서포트 경쟁에 참여한 밴드는 30여 밴드나 되었는데, 소나타 아티카가 경쟁을 뚫고 선택된 것이다. 이 투어에는 이탈리아의 밴드인 랩소디 오브 파이어 역시 함께 하였다.
이 투어가 끝난 후에 밴드는 EP인 Successor를 발표하고, 잔네 키빌라흐티가 밴드를 떠난다. 그리고 잔네의 빈 자리를 예전의 베이시스트였던 마르코 파시코스키가 메꾸게 된다.
2000년 말부터 2001년까지, 밴드는 그들의 두 번째 앨범인 Silence의 작업에 열중한다. 그리고 이 앨범은 2001년 6월에 발매되게 된다. 그리고 이 앨범을 발매 한 이후 밴드는 일본 투어를 다녀왔으며, 감마 레이와의 유럽 투어도 가게 된다. 또한 소나타 이타카는 미국, 칠레, 브라질 등에 발을 내딛는다. 이 당시의 일본 투어로 밴드는 Songs of Silence라는 제목의 라이브 앨범을 내놓는다.
2002년 말 경에, 미코 하르킨이 개인적은 이유로 밴드를 나가게 되고, 그로 인하여 그들의 세 번째 앨범인 Winterheart's Guild는 스트라토바리우스의 키보디스트인 젠스 로한슨의 도움으로 녹음이 진행되었고, 토니 카코도 키보드를 보조하였다. 이 앨범은 2003년에 발매되었다.
새로운 키보디스트를 찾으면서, 밴드는 많은 신청서들을 받았고 두 명을 오디션에 초대하였다. 그 둘이 모두 뛰어난 역량을 갖고 있었기에, 밴드는 새로운 구성원을 밴드의 개성에 의거하여 뽑기로 결정했다. 그들은 밤을 술로 지새우면서 누가 밴드의 개성과 정신에 맞는 잠재성을 갖고 있는지 찾기 위해 노력하고, 헨리크 클린겐베르크가 마침내 선택되어 그 다음의 투어에서 키보드를 맡기로 결정되었다. 많은 콘서트들의 표가 매진되었다.
그들의 스파인팜 레코드와의 계약이 끝난 후에, 그들은 뉴클리어 블라스트로부터 초대를 받고 계약한다.
2004년 초에, 밴드는 아이언 메이든의 일본 투어에 개시자로 선택되었다. 또한, 토미 포르티모가 3월 경에 딸을 얻었다.
Reckoning Night 이 3개월 동안 녹음되었고, 10월에 발표되었다. Reckoning Night은 EP와 정규 앨범, 두 가지 버전으로 발표되었는데 핀란드 차트의 순위권에 6주 동안이나 머물러 있었다. 홍보 투어가 곧 진행되려 하였으나, 소나타 아티카는 핀란드의 유명한 고딕 메탈 밴드인 나이트위시로부터 유럽 투어에 참여하기를 초대받았고, 그리고 밴드는 계획을 수정하기로 결정한다. 이 투어의 각각의 콘서트에는 1만 명이 넘는 관중들이 함께 하였다.
2005년 초에, 나이트위시는 그들의 북미 투어에 소나타 아티카를 또 한 번 초대한다. 이 투어는 결과적으로 무산되었으나, 소나타 아티카는 캐나다와 미국에서 짧은 투어를 열었다.
밴드는 2006년에 라이브 앨범과 For the Sake of Revenge라는 이름의 DVD를 발표했다. 그리고 스파인팜 레코드도 The End of This Chapter라는 이름의 모음 앨범을 발매한다.
2006년 12월에, 밴드는 그들의 다섯 번째 정규 앨범인 Unia를 녹음하기 시작한다. 이 앨범은 2007년 5월 25일에 발표되었다.

#### 컴퓨터 게임
소나타 아티카의 음악과 캐릭터에 기반한, Winterheart's Guild라는 게임이 계획되어 있다. 이 게임의 이름은 그들의 앨범에서 따 온 것이다. 이 게임은 젤리안 게임즈에서 개발될 것이며, 액션 롤플레잉 게임으로 계획되어 있다. 세부 사항이나 발표 일정은 아직 잡혀 있지 않지만, 데모는 헨리크 클리겐베르크가 사용 가능한 캐릭터로 구현 되어 2006년에 공개된 적이 있다.

## 밴드 구성원

### 현 구성원
- 토니 카코 - 보컬
- 엘리야스 빌야넨 - 기타
- 토미 포르티모 - 드럼
- 파시 카우파이넨 - 베이스
- 헨리크 클리겐베르크 - 키보드

### 이전 구성원
- 펜티 페우라 - 베이스 (1996-1999)
- 잔느 키빌라흐티 - 베이스 (1999-2000)
- 미코 하르킨 - 키보드 (2000-2002)
- 야니 리마타이넨 - 기타 (1996-2007)
- 마르코 파시코스키 - 베이스 (1995-1997, 2000-2013)

### 게스트
- 라이사 아이네 – 플류트 (첫 번째 앨범)
- 닉 반-에크만 – 나레이션 (두 번째, 네 번째 앨범)
- 미카 닐로넨 – 나레이션 (두 번째 앨범)
- 미코 카르밀라 – 피아노 (두 번째 앨범)
- 티모 코티펠토 – 보컬 (두 번째 앨범)
- 레나이 곤잘레즈 – 여성 목소리 (두 번째 앨범)
- 젠스 조한슨 – 키보드 솔로 (세 번째 앨범)
- 피터 엔드버그 – 다양한 악기 (다섯 번째 앨범)
- 엘리야스 빌야넨 - 기타 (몇몇 2007년 투어)

## 발매 음반

### 정규 앨범 및 EP
| 발매 년도 | 제목                  | 레이블            |
| 1999년    | Ecliptica             | 스파인팜 레코드   |
| 2000년    | Successor (EP)        | 스파인팜 레코드   |
| 2001년    | Silence               | 스파인팜 레코드   |
| 2001년    | Orientation (EP)      | 스파인팜 레코드   |
| 2003년    | Winterheart's Guild   | 스파인팜 레코드   |
| 2003년    | Takatalvi (EP)        | 스파인팜 레코드   |
| 2004년    | Don't Say a Word (EP) | 뉴클리어 블라스트 |
| 2004년    | Reckoning Night       | 뉴클리어 블라스트 |
| 2007년    | Unia                  | 뉴클리어 블라스트 |
| 2009년    | The Days of Grays     | 뉴클리어 블라스트 |
| 2012년    | Stones Grow Her Name  | 뉴클리어 블라스트 |
| 2014년    | Pariah's Child        | 뉴클리어 블라스트 |
| 2016년    | The Ninth Hour        | 뉴클리어 블라스트 |
| 2019년    | Talviyö               | 뉴클리어 블라스트 |
| 2024년    | Clear Cold Beyond     |                   |

### 라이브 앨범 및 모음 앨범
| 발매일 | 제목                                       | 레이블                             |
| 2002년 | Songs of Silence (라이브 앨범)             | 스파인팜 레코드                    |
| 2005년 | The End of This Chapter (모음 앨범)        | 스파인팜 레코드                    |
| 2006년 | For the Sake of Revenge (라이브 앨범, DVD) | 뉴클리어 블라스트, 스파인팜 레코드 |
| 2006년 | The Collection 1999-2006 (모음 앨범)       | 스파인팜 레코드                    |
| 2011년 | Live in Finland (라이브 앨범, DVD)         | 뉴클리어 블라스트                  |
| 2018년 | The Harvests (2007-2017) (모음 앨범)       | 아발론                             |

### 싱글
- UnOpened (1999)
- Wolf & Raven (2001)
- Last Drop Falls (2001)
- Victoria's Secret (2003)
- Broken (2003)
- Don't Say a Word (2004)
- Shamandalie (2004)
- Replica 2006 (2006)
- Paid in Full (2007)
- Flag in the Ground (2009)
- The Last Amazing Grays (2009)
- I Have a Right (2012)
- Shitload of Money (2012)
- Alone in Heaven (2013)
- The Wolves Die Young (2014)
- Cloud Factory (2014)
- Love (2014)
- Christmas Spirits (2015)
- Closer To An Animal (2016)
- Life (2016)
- A Little Less Understanding (2019)

### 데모
- Friend 'till the End (1996)
- Agre Pamppers (1996)
- PeaceMaker (1997)
- FullMoon (1999)

## 참고 문헌
1. ↑  http://www.winterheartsguild.com/wg/news.htm 보관됨 2007-10-01 - 웨이백 머신 젤리안 게임즈 뉴스 게시판